# Удалов, Дмитрий Юрьевич
Удалов Дмитрий Юрьевич (22 апреля 1953, Москва — 27 апреля 2009, Москва) — специалист в области авиационной токсикологии и радиологии и врачебно-летной экспертизы, заслуженный врач РФ (1998), полковник медицинской службы.

## Детство
Родился в Москве в семье профессора Удалова Юрия Федоровича
1970. Окончил школу № 722

## Образование
1976 — окончил факультет подготовки врачей для ВВС Военно-медицинской академии

## Служба в вооруженных силах
В Вооруженных силах с августа 1970 по июль 1998
319 Центральная медицинская лаборатория ВВС
- 1976 Врач-специалист
- 1980 Старший врач-специалист
- 1984 Начальник отделения

Служба авиационной и космической медицины ВВС
- 1988 старший офицер
- 1991 старший инспектор
- 1994 начальник группы

## Научная деятельность
Д. Ю. Удалов известен исследованиями в области авиационной радиологии и токсикологии. Занимался разработкой проблем организации и тактики медицинской службы. Участвовал в работах по санитарно-гигиенической паспортизации авиационных гарнизонов. Разрабатывал предложения по совершенствованию системы подготовки и переподготовки и усовершенствованию авиационных врачей и врачей-специалистов ВВС.